# La Corona
Pour les articles homonymes, voir Coronavirus.
La Corona est un site archéologique maya situé dans le Parc National de Laguna del Tigre, dans le Petén au Guatemala. Il n'a été découvert qu'en 1996 et doit son nom à une rangée de cinq temples ressemblant à une couronne (« corona » en espagnol).
En 2005, la découverte fortuite d'un panneau hiéroglyphique par l'archéologue Marcello Canuto de l'Université Yale a permis d'identifier le site à une cité maya longtemps connue sous le nom de « Site Q » mais que l'on n'avait jamais pu localiser. Le mystère datait de la fin des années 1960 : à cette époque apparurent sur le marché international de l'art une trentaine de panneaux de style similaire et présentant le même glyphe-emblème en forme de tête de serpent. Ces objets avaient été mis sur le marché par des pilleurs et leur contexte archéologique restait inconnu. L'archéologue Peter Mathews baptisa donc leur lieu d'origine « Q » de l'espagnol « qué » qui signifie « quoi ». Il fut parfois identifié à la grande cité de Calakmul, une attribution guère convaincante vu la piètre qualité de la pierre de ce site.